# Schleswig-Holsteinischer Zeitungsverlag

Das Logo des Verlags

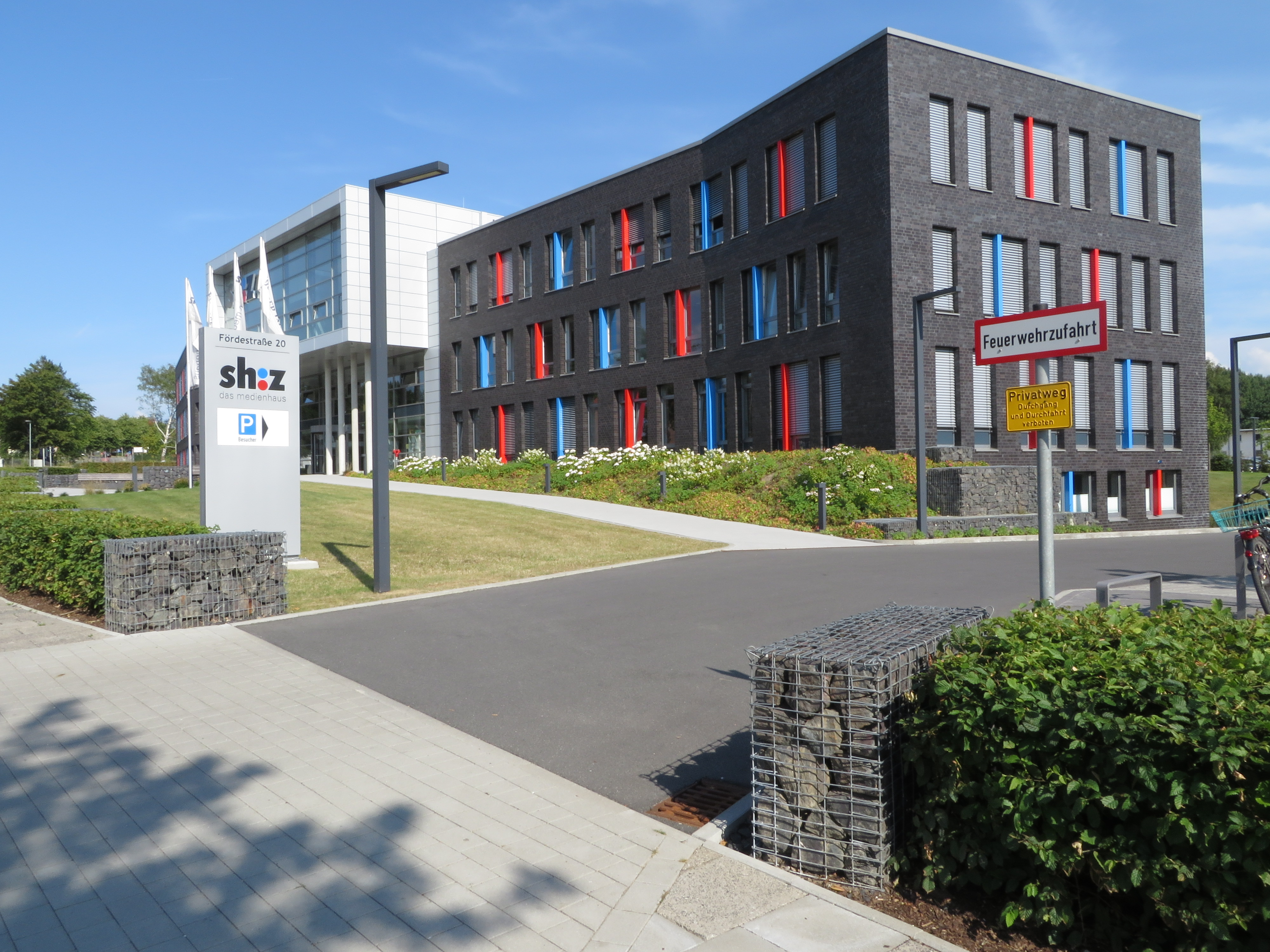
Sitz des Schleswig-Holsteinischen Zeitungsverlages in Flensburg-Mürwik unterhalb des Twedter Placks (2014)

Der Schleswig-Holsteinische Zeitungsverlag (kurz sh:z) mit Sitz in Flensburg, im Stadtteil Mürwik, ist mit 22 Tageszeitungen der auflagenstärkste Verlag Schleswig-Holsteins. Die Zeitungen des sh:z erzielen täglich eine verkaufte Auflage von 144.502 Exemplaren und erreichen damit rund eine halbe Million Menschen. Am 5. November 2007 startete der Verlag als erster der Tageszeitungsverlage in Schleswig-Holstein ein täglich gepflegtes Internetportal. Im Jahr 2005 erhielt der Verlag den Lokaljournalistenpreis der Konrad-Adenauer-Stiftung. Am 18. März 2005 übernahm der sh:z die Schweriner Volkszeitung und die Norddeutschen Neuesten Nachrichten aus Rostock von Hubert Burda Media. Seit 2016 gehört die hinter dem Verlag stehende medien holding:nord GmbH zur Mediengruppe NOZ Medien und mh:n Medien.

## Eigentumsverhältnisse
Der sh:z ist, ebenso wie der Zeitungsverlag Schwerin und die A. Beig Druckerei in Pinneberg, eine hundertprozentige Tochtergesellschaft der medien holding:nord GmbH mit Sitz in Flensburg. Diese hält außerdem eine Beteiligung als größter Einzelgesellschafter mit 20,1 Prozent an der Regiocast, die wiederum an zahlreichen Tochtergesellschaften zum Betrieb regionaler Radioprogramme beteiligt ist. Am 24. Februar 2016 wurde bekannt, dass das Unternehmen NOZ Medien die medien holding:nord GmbH übernehmen wird. Das Bundeskartellamt erteilte am 7. April grünes Licht für die Fusion.
Der sh:z firmiert als „sh:z Schleswig-Holsteinischer Zeitungsverlag GmbH & Co. KG“ und ist eine Kommanditgesellschaft, deren Vollhafter die sh:z Verwaltungs GmbH mit Sitz in Flensburg ist. Geschäftsführer sind Stefan Berthold, Jens Wegmann und Paul Wehberg. Herausgeber sind Werner F. Ebke und Jan Dirk Elstermann. Chefredakteure sind nach dem Ausscheiden von Miriam Scharlibbe im September 2024 nunmehr Gerrit Bastian Mathiesen und Jan Frederik Schönstedt.

## Medien

### Tageszeitungen
Dem sh:z gehören folgende Zeitungen an:
| Ausgabe                               | Region                                 | Auflage | Auflagenquelle                                                  | Gründungsdatum | Beitrittsdatum             |
| ------------------------------------- | -------------------------------------- | ------- | --------------------------------------------------------------- | -------------- | -------------------------- |
| Eckernförder Zeitung                  | Eckernförde                            | 3.898   | IVW 1/2025, Mo–Sa (Details und Quartalsvergleich auf ivw.de)    | 1851           | 2004                       |
| Flensburger Tageblatt                 | Flensburg                              | 14,739  | IVW 1/2025, Mo–Sa (Details und Quartalsvergleich auf ivw.de)    | 1865           | Gründungsmitglied des sh:z |
| Holsteinischer Courier                | Neumünster                             | 6.319   | IVW 1/2025, Mo–Sa (Details und Quartalsvergleich auf ivw.de)    | 1872           | 2001                       |
| Husumer Nachrichten                   | Husum                                  |         | IVW 1/2025, (Details und Quartalsvergleich auf ivw.de)          | 1873           | 1970                       |
| Der Insel-Bote                        | Föhr, Amrum, Halligen                  | 1.161   | IVW 1/2025, Mo–Sa (Details und Quartalsvergleich auf ivw.de)    | 1880           | 1954                       |
| Schleswig-Holsteinische Landeszeitung | Rendsburg                              | 10,784  | IVW 1/2025, Mo–Sa (Details und Quartalsvergleich auf ivw.de)    | 1807           | 1986                       |
| Norddeutsche Rundschau                | Kreis Steinburg ohne die Wilstermarsch | 9.297   | IVW 1/2025, Mo–Sa (Details und Quartalsvergleich auf ivw.de)    | 1817           |                            |
| Nordfriesland Tageblatt               | Niebüll                                |         | IVW 1/2025, (Details und Quartalsvergleich auf ivw.de)          | 1879           | 1970                       |
| Ostholsteiner Anzeiger                | Kreise Ostholstein und Plön            | 2.626   | IVW 1/2025, Mo–Sa (Details und Quartalsvergleich auf ivw.de)    | 1802           | 2001                       |
| Schleswiger Nachrichten               | Schleswig                              |         | IVW 1/2025, (Details und Quartalsvergleich auf ivw.de)          | 1812           | Gründungsmitglied des sh:z |
| Schlei-Bote                           | Kappeln, Angeln, Schwansen             |         | IVW 1/2025, (Details und Quartalsvergleich auf ivw.de)          | 1864           | 1986/1987                  |
| Stormarner Tageblatt                  | Kreis Stormarn                         | 2.298   | IVW 1/2025, Mo–Sa (Details und Quartalsvergleich auf ivw.de)    | 1839           | 1993                       |
| Sylter Rundschau                      | Sylt                                   | 2.196   | IVW 1/2025, Mo–Sa (Details und Quartalsvergleich auf ivw.de)    | 1865           | 1971                       |
| Uetersener Nachrichten                | Uetersen, Tornesch                     | 1.914   | IVW 1/2025, Mo–Sa (Details und Quartalsvergleich auf ivw.de)    | 1887           | 2016                       |
| Wilstersche Zeitung                   | Wilstermarsch                          | 18,793  | laut sh:z, zweites Quartal 2009                                 | 1890           | 1999                       |
| Pinneberger Tageblatt                 | Pinneberg                              | 4.947   | IVW 1/2025, Mo–Sa (Details und Quartalsvergleich auf ivw.de)    | 1859           | 2009                       |
| Quickborner Tageblatt                 | Quickborn                              |         | Keine Angaben mehr erhältlich                                   | 1965           | 2009                       |
| Schenefelder Tageblatt                | Schenefeld, Bz. Hamburg                |         | Keine Angaben mehr erhältlich                                   | 1972           | 2009                       |
| Wedel-Schulauer Tageblatt             | Wedel                                  | 1.482   | IVW 1/2025, Mo–Sa (Details und Quartalsvergleich auf ivw.de)    | 1957           | 2009                       |
| Barmstedter Zeitung                   | Barmstedt                              |         | Keine Angaben mehr erhältlich (zuletzt 1.992 im Quartal 2/2014) | 1879           | 2009                       |
| Elmshorner Nachrichten                | Elmshorn                               |         | Keine Angaben mehr erhältlich (zuletzt 8.889 im Quartal 2/2014) | 1851           | 2009                       |
| Glückstädter Fortuna                  | Glückstadt                             |         | Keine Angaben mehr erhältlich (zuletzt 2.524 im Quartal 2/2014) | 1740           | bis 1969, seit 2014        |

Die 2005 übernommene Schweriner Volkszeitung mit neun Lokalausgaben hat als eigenständiger Verlag in Schwerin ihren Sitz und verfügt über eine eigene Redaktion. Die in Rostock erscheinende Tageszeitung Norddeutsche Neueste Nachrichten (NNN) bildet mit der Schweriner Volkszeitung seit 1991 eine publizistische Einheit und ist deren Lokalausgabe für die Hansestadt Rostock. Auch die in Brandenburg erscheinende Zeitung Der Prignitzer gehört zur Schweriner Volkszeitung und damit zum Verbund des Schleswig-Holsteinischen Zeitungsverlages. Auch das Amt Neuhaus (Niedersachsen) gehört zum Verbreitungsgebiet der Schweriner Volkszeitung. Das Amt gehörte zu DDR-Zeiten zum Bezirk Schwerin. 1993 entschieden sich die Gemeinden für die Rückkehr zum Landkreis Lüneburg. Die SVZ ist aber nach wie vor die dominierende Tageszeitung.

### Sportprodukte

Titelblatt der Eckernförder Zeitung vom 25. März 1908

- Nord Sport (Sportzeitung für Schleswig-Holstein, übernommen 2006)
- Handballwoche (Europas größte Handball-Zeitschrift, übernommen 2008)

### Anzeigenblätter
- HALLO Eckernförde (Eckernförde)
- HALLO Sylt (Westerland)

### Sonderausgaben
Seit 2007 wird auf dem Wacken Open Air an allen Festivaltagen die Sonderausgabe „Festival Today“ – deren Erlös an einen guten Zweck geht – verteilt. Die Besucher werden hier über Geschehnisse auf dem Festival sowie aktuelle Spielpläne auftretender Bands informiert. Die Donnerstagsausgabe der Festivalzeitung liegt auch allen Tageszeitungen des sh:z bei.

## Druckzentrum

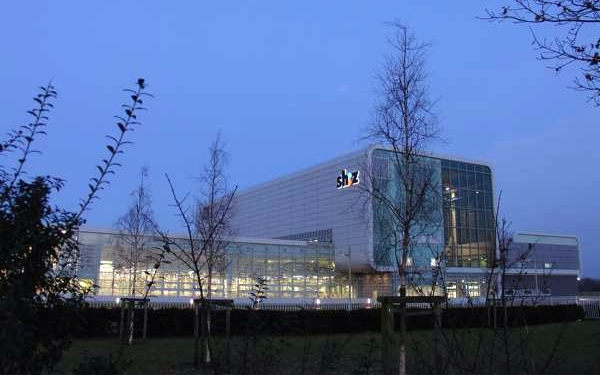
sh:z-Druckzentrum in Büdelsdorf

Ursprünglich sollte das Rendsburger Druckzentrum im Jahr 2000 auf der gegenüber liegenden Straßenseite erweitert und mit einer Brücke verbunden werden, aber die Stadt Rendsburg lehnte dies ab. Im Oktober 2001 wurde das Druckzentrum unter anderem wegen der fehlenden Genehmigung schließlich unter heftiger Kritik von Rendsburg nach Büdelsdorf verlegt, wo seitdem täglich alle zum Verlag gehörenden Tageszeitungen gedruckt werden. Gedruckt wird in der Reihenfolge der geografischen Entfernung zu Büdelsdorf, beginnend mit den Ausgaben der nordfriesischen Inseln. Daraus ergibt sich mitunter eine unterschiedliche Aktualität des eigentlich identischen Mantelblattes, da bei bestimmten spätabendlichen Ereignissen lediglich die Ausgaben aktualisiert werden können, deren Druck noch aussteht.
Die geschlungene Form des Gebäudes soll an die Vorgänge während des Zeitungsdrucks erinnern, in denen das Zeitungspapier durch verschiedene Walzen geführt wird.

## Öffentliche Diskussionen

### Presseratsrüge
2008 sprach der Deutsche Presserat eine öffentliche Rüge gegen die Schleswiger Nachrichten wegen Verstoßes gegen den Pressekodex aus. In der Berichterstattung über einen Kommunalpolitiker hatte die Zeitung nach Feststellung des Presserats gegen die journalistische Sorgfaltspflicht verstoßen, indem sie falsche Informationen ungeprüft verbreitet hatte.

### Wahlkampf 2009
Während des Bundes- und Landtagswahlkampfes 2009 wurde von Seiten der Piratenpartei und der Freien Wähler behauptet, dass die Chefredaktion über eine so genannte Stallorder die Berichterstattung über die im Parlament nicht vertretenen Parteien (mit Ausnahme der Linkspartei) sämtlichen dem sh:z gehörenden 14 Tageszeitungen verbietet.
Freie Wähler und Piraten protestierten gegen dieses Vorgehen in einer gemeinsamen Presseerklärung. Dabei verurteilten beide Parteien das Verhalten des Verlages und forderten diesen auf, sich zu verpflichten, die Bürger in all seinen Zeitungen umfassend und vollständig über ihre Wahlmöglichkeiten zu informieren. Des Weiteren forderten sie ihre

„vom undemokratischen Verhalten des sh:z ohne eigene Schuld begünstigten Mitbewerber – namentlich CDU, SPD, FDP, GRÜNE, SSW und LINKE – dazu auf, ihrer gesamtpolitischen Verantwortung gerecht zu werden und die Teilnahme an Pressegesprächen des sh:z so lange zu verweigern, bis auch in Schleswig-Holstein die ‚vierte Macht im Staat‘ wieder von demokratischen Grundprinzipien getragen wird.“

Der Direktkandidat der Freien Wähler Helmut Andresen informierte in einem Brief die Wahlkampfbeobachter der OSZE über den Vorgang.

## Auszeichnungen
- 2009 Niederdeutscher Literaturpreis der Stadt Kappeln für die Förderung der Niederdeutschen Sprache in seinen Publikationen